# Wu Di (basquetebolista)
Wu Di (27 de outubro de 1993) é uma basquetebolista profissional chinesa.

## Carreira
Wu Di integrou a Seleção Chinesa de Basquetebol Feminino na Rio 2016, terminando na décima colocação.